# احتلال الولايات المتحدة لفيراكروز
بدأ احتلال الولايات المتحدة لفيراكروز مع نشوب معركة فيراكروز واستمر الاحتلال سبعة أشهر، وجاء كرد فعل على قضية تامبيكو في 9 أبريل 1914. وقعت الحادثة في خضم العلاقات الدبلوماسية السيئة بين المكسيك والولايات المتحدة، وكانت متعلقة بالثورة المكسيكية المُندلعة آنذاك.

## خلفية تاريخية
بدأت قضية تامبيكو عندما أُلقي القبض على تسعة بحّارة أمريكيين من قبل الحكومة المكسيكية لدخولهم مناطق محظورة في تامبيكو، تاماوليباس. اعتُقِل البحارة العُزَّل عند دخولهم محطة لتزويد الوقود. أُطلِق سراح البحارة، لكن قائد البحرية الأمريكية طالب باعتذار وتحية 21 طلقة بندقية. قُدِّم الاعتذار لكن دون التحية. في النهاية، جاء الرد بأمر الرئيس الأمريكي وودرو ويلسون القوات البحرية الأمريكية بالاستعداد لاحتلال ميناء فيراكروز. أثناء انتظار الحصول على إذن من الكونغرس الأمريكي للقيام بمثل هذا الإجراء، أُنذِر ويلسون حول شحنة أسلحة موجهة لفيكتوريانو يويرتا، الذي كان قد سيطر على المكسيك في العام السابق بعد انقلاب دموي (وخُلِع في النهاية في 15 يوليو، 1914)، وكان من المقرر أن تصل الشحنة إلى الميناء في 21 أبريل على متن باخرة الشحن المسجلة في ألمانيا إس إس أوبيرانغا. ونتيجة لذلك، أصدر ويلسون أمرًا فوريًا بالاستيلاء على مكتب الجمارك بالميناء ومصادرة الأسلحة. وقد تبين أن مصدر الأسلحة كان جون ويسلي دي كاي، وهو ممول أمريكي ورجل أعمال ذو استثمارات ضخمة في المكسيك وتاجر أسلحة روسي من بويبلا، ليون راست، وليس الحكومة الألمانية حسبما ذكرت الصحف آنذاك.
كان ويرتا قد استحوذ على رئاسة المكسيك بمساعدة السفير الأمريكي هنري لين ويلسون خلال انقلاب في فبراير 1913 عُرف باسم الأيام العشرة المأساوية (بالإسبانية: La Decena Trágica). جاء رد إدارة ويلسون بإعلان ويرتا منتهكًا للحكومة الشرعية، وحظر شحنات الأسلحة إلى ويرتا، ودعم الجيش الدستوري لفينوستيانو كارانسا.
صدر جزء من شحنة الأسلحة إلى المكسيك من شركة أسلحة ريمينغتون في الولايات المتحدة. كان من المقرر شحن الأسلحة والذخيرة إلى المكسيك عبر مدينتي أوديسا وهامبورغ لتفادي حظر الأسلحة الأمريكي. في هامبورغ، أضاف المليونير دي كاي المزيد من الأسلحة إلى الشحنة. حُظر تفريغ الأسلحة في فيراكروز، لكن جرى تفريغها بعد بضعة أسابيع في بويرتو مكسيكو، وهو ميناء واقع تحت سيطرة ويرتا آنذاك.

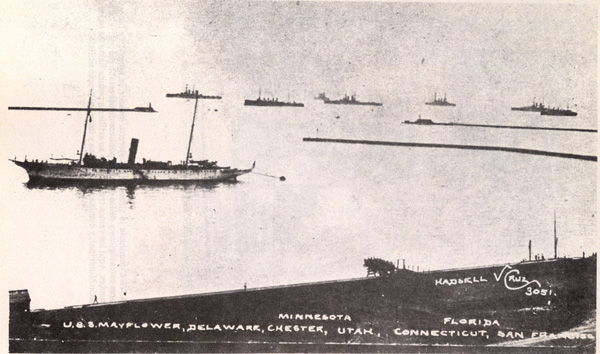
السفن الأمريكية في فيراكروز.

## الإنزال الأولي
في صباح يوم 21 أبريل 1914، بدأت السفن الحربية التابعة لأسطول الولايات المتحدة الأطلسي بقيادة الأميرال فرانك فرايداي فليتشر، الاستعدادات للاستيلاء على الواجهة البحرية لفيراكروز.
في الساعة 11:12، راقب القنصل «وليام كندا» من سطح القنصلية الأمريكية إنزال أول حمولة من قوات المارينز (المشاة البحرية) من السفينة المعاونة يو إس إس براري.
بحلول الساعة 11:30، مع انتشار قوارب الحيتان (بالإنجليزية: whaleboat) على الأطراف، بدأت أيضًا عمليات إنزال 502 من قوات المارينز من فوج القاعدة المتقدمة الثاني و285 بحّار مسلح من القوات البحرية، والمعروفين باسم «السترات الزرقاء» أو (بلوجاكيتز، Bluejackets)، من البارجة «يو إس إس فلوريدا» وكتيبة مؤقتة مؤلفة من مفرزات المارينز من فلوريدا والسفينة الشقيقة «يو إس إس يوتا».
بينما توجهت مجموعة الإنزال نحو الرصيف البحري 4، رصيف ميناء فيراكروز الرئيسي، تجمع حشد كبير من المواطنين المكسيكيين والأمريكيين لمراقبة المشهد. لم يواجه الغزاة أي مقاومة أثناء خروجهم من قوارب الحيتان، وشكلوا صفوفًا من أفواج المارينز وجنود البحرية، وبدأوا بالتحرك نحو أهدافهم. كان هذا الاستعراض الأولي للقوة كافيًا لانسحاب القوات المكسيكية الفوري بقيادة الجنرال غوستافو ماس. إزاء ما حدث، شجع العميد البحري مانويل أزويتا طلاب أكاديمية فيراكروز البحرية على الدفاع عن الميناء بأنفسهم. بقي أيضًا حوالي 200 جندي من الجيش المكسيكي لمحاربة الغزاة مع مواطني فيراكروز.

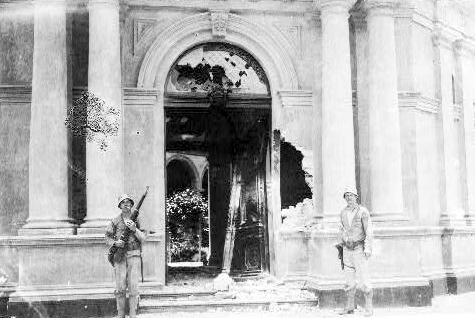
تضرر مدخل مدرسة ثانوية مجاورة لأكاديمية فيراكروز البحرية

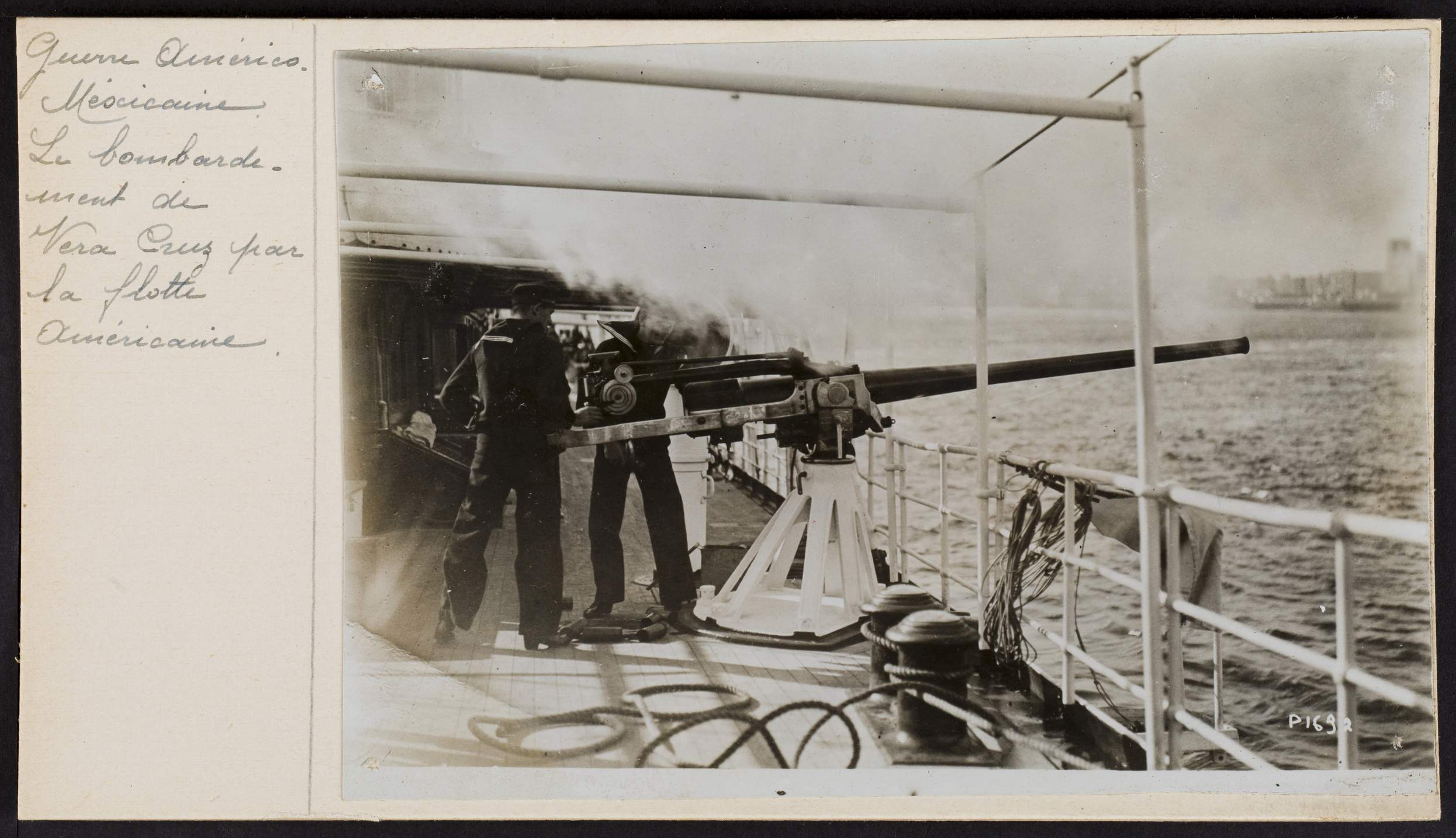
قذيفة 3 د / 50 مسدسة تقصف فيراكروز

## معركة فيراكروز
صدرت تعليمات إلى ثلاث شركات لسلاح البحرية بالاستيلاء على مكاتب الجمارك ومكاتب البريد والتلغراف، بينما توجه المارينز إلى محطة السكة الحديد والقاطرات والساحة ومكتب البرقيات ومحطة الطاقة.
وُزِّعت الأسلحة على السكان غير المدربين أساسًا على استخدام بندقية ماوزر وواجهوا مشكلة في العثور على الذخيرة الصحيحة. باختصار، أُعيق الدفاع عن المدينة من قبل عامّة الشعب بسبب افتقارهم إلى التنظيم المركزي ونقص الإمدادات الكافية. تضمن أيضًا الدفاع عن المدينة إطلاق سراح السجناء المحتجزين في سجن «لا غاليرا» العسكري، دون أولئك ممن احتُجزوا في سجن «سان خوان دي أولوا» (بعضهم من السجناء السياسيين)، الذين تلقوا المساعدة لاحقًا من قبل البحرية الأمريكية.

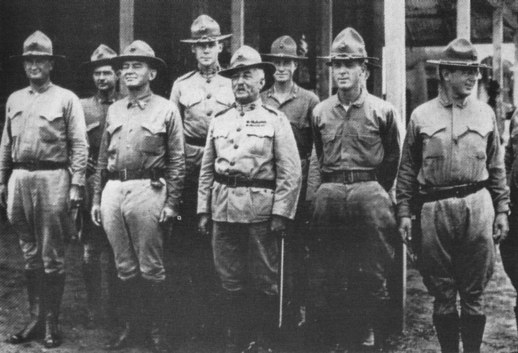
للفتنانت كولونيل وينديل كاشينج نيفيل ؛ العقيد جون أ. العقيد ليتلتون و. ت. والر ، قائد ؛ والرائد سميدلي بتلر.

رغم أن الإنزال لم يشهد أي مقاومة تقريبًا أثناء تقدم القوات الأمريكية في المدينة، فسرعان ما أصبحت فيراكروز ساحة معركة. بعد الظهر بفترة قصيرة، بدأ القتال مع فوج القاعدة المتقدمة الثاني تحت قيادة العقيد «ويندل سي. نيفيل» الذي دخل باشتباك عنيف في ساحات السكك الحديدية. وبينما كانت القوات على الشاطئ تشق طريقها ببطء إلى الأمام، أنزل الأميرال فليتشر من سفينة يوتا كتيبة بلوجاكيتز ضمَّت 384 جنديًا، وهي الوحدة الأخرى الوحيدة الموجودة تحت تصرفه. بحلول منتصف بعد الظهر، احتل الأمريكيون جميع أهدافهم ودعا الأميرال فليتشر إلى وقف عام لعملية التقدم، آملًا في البداية بإمكانية وقف إطلاق النار. لكن سرعان ما تلاشى هذا الأمل لأنه لم يجد أحدًا يمكن للتفاوض معه، وأُصدرت تعليمات لجميع القوات في المدينة بالبقاء في موقع دفاعي في انتظار وصول التعزيزات.

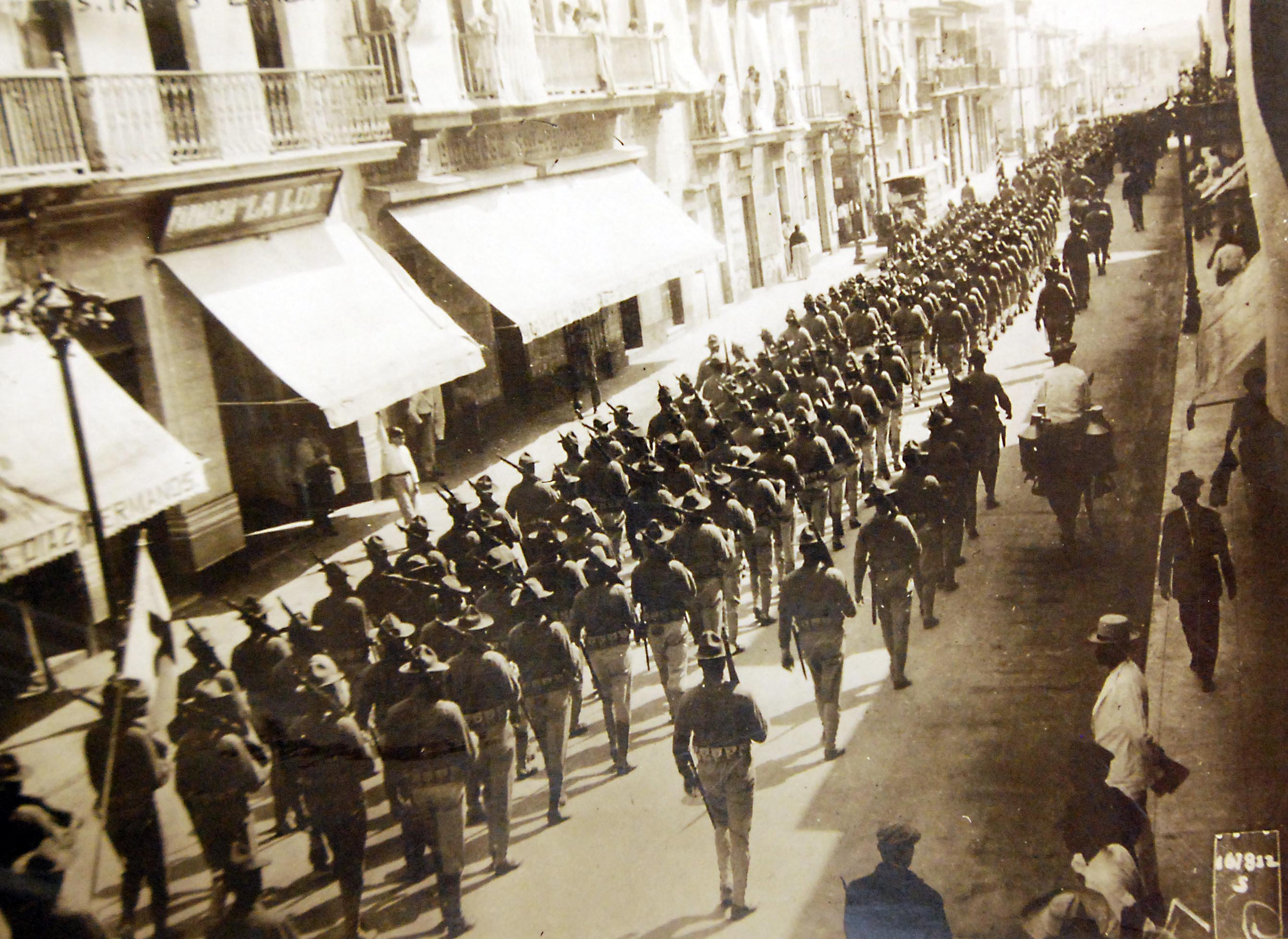
دخلت القوات الأمريكية فيراكروز في أبريل 1914

في ليلة 21 أبريل، قرر فليتشر أنه لا خيار أمامه سوى توسيع العملية الأولية لتشمل المدينة بأكملها، وليس فقط الواجهة البحرية. وصلت خمس بوارج أمريكية إضافية وطرادان إلى فيراكروز خلال ساعات الظلام حاملين على متنهم اللواء سميدلي بتلر وكتيبه البحرية التي استُقدمت من بنما. وسرعان ما تم تنظيم كتائب ملّاحي البارجة ضمن فوج قوامه 1200 رجل، مدعومًا بمَفرزات السفينة البحرية مؤمنةً كتيبة إضافية تضم 300 رجل. ذهبت هذه القوات الواصلة حديثًا إلى الشاطئ عند منتصف الليل لتنتظر الزحف الصباحي.
بدأ الزحف في الساعة 07:45 من يوم 22 أبريل. تكيف جنود المارينز «الملقبين بالسلاحف أو بالإنجليزية: leathernecks) مع قتال الشوارع، الذي كان جديدًا بالنسبة لهم. كان الجنود البحّارة أقل براعة في هذا النمط من القتال. تقدم فوج بقيادة كابتن البحرية إيه. أندرسون إلى الأكاديمية البحرية ضمن تشكيل موكب الأرض، ما جعل رجاله أهدافًا سهلة للثوار المحاصرين في الداخل (غادر طلاب البحرية فيراكروز في الليلة السابقة، بعد تعرضهم لعدد قليل من الضحايا). صُدَّ هذا الهجوم في البداية؛ لكن سرعان ما أُعيد الهجوم، بدعم من سلاح المدفعية من ثلاث سفن حربية رست في الميناء، براري وسان فرانسيسكو وتشيستر، التي قصفت الأكاديمية بمدافعها الطويلة لبضع دقائق، قامعةً المقاومة بِرُمَّتها.
بعد ظهر ذلك اليوم، وصل فوج القاعدة المتقدم الأول، المتوجه في الأصل إلى تامبيكو، إلى الشاطئ تحت قيادة العقيد جون إيه. ليجون، وبحلول الساعة 17:00، أمنت القوات الأمريكية ساحة البلدة وسيطرت بالكامل على فيراكروز. استمرت بعض بؤر المقاومة في جميع أنحاء الميناء، معظمها بشكل تكتيكات الكر والفر لحرب العصابات، لكن بحلول 24 أبريل توقفت جميع المعارك.
وصل فوج مؤقت ثالث من المارينز، جرى تجميعهم في فيلادلفيا، في الأول من مايو تحت قيادة العقيد ليتلتون دبليو. تي. والر، الذي تولى القيادة العامة للّواء الذي بلغ عدد أفراده حينها نحو 3114 من الضباط والجنود. بحلول ذلك الوقت، عاد البحّارة والمارينز التابعين للأسطول البحري إلى سفنهم وأُنزِل لواء الجيش. واصل المارينز والجنود وجودهم كحامية المدينة حتى انسحاب الولايات المتحدة في 23 نوفمبر، والذي حدث بعد أن تمكنت الأرجنتين والبرازيل وتشيلي (دول وكالة التعاون البرازيلية الثلاث «بالإنجليزية: ABC powers»، أقوى وأغنى دول أمريكا الجنوبية) من تسوية القضايا بين البلدين في مؤتمر نياغارا فولز للسلام.